# Unión (Costa Rica)
Unión, o La Unión, è un distretto della Costa Rica facente parte del cantone di Montes de Oro, nella provincia di Puntarenas.